# Wilhelm Schröder von Lilienhof
Wilhelm Schröder Freiherr von Lilienhof (* um 1719 Berlin; † 15. Januar 1800 in Olmütz) war k. k. Feldzeugmeister, Kommandierender General in Galizien und Inhaber des Infanterie-Regiments No. 26 sowie Kommandant der Festung Olmütz.

## Leben
Mehrere Mitglieder der Familie Schröder gingen in kaiserliche Dienste. Zwei seiner Brüder, Karl Friedrich und Gottfried, stiegen ebenfalls zu höchsten Rängen auf. Sie waren auf Empfehlung eines Verwandten des Generals Georg von Sturm nach Österreich gegangen. Ein (vermutlich) weiterer Bruder namens Johann Friedrich wurde katholisch, trat in den Orden der barmherzigen Brüder ein und wurde dort unter dem Namen Firmian bekannt.
Wilhelm beschäftigte sich mit Abschreiben und Unterrichten. Darunter waren drei Feuerwerker, die er in Mathematik unterrichtete. Sie waren danach so gut, dass sie in der Abschlussprüfung des Korps dem Artillerie-General Fürst Liechtenstein auffielen. Nach Befragen erfuhr der Fürst von Schröder, besuchte ihn und überredete ihn, zur Artillerie zu kommen. Schröder meldete sich und wurde zunächst als Gemeiner aufgenommen, aber schon 1744 vom Fürsten zum Leutnant befördert. Schröder wurde vom Fürsten weiter befördert, stieg 1746 zum Hauptmann, 1757 zum Obristwachtmeister, 1758 zum Oberstleutnant und 1760 zum Oberst im Infanterie-Regiment No. 7 (Neipperg) auf.
Schröder zeichnete sich im Siebenjährigen Krieg sehr aus und wurde 1765 mit dem Prädikat „von Lilienhof“ in den Adelsstand erhoben. Am 19. Januar 1771 wurde er mit Rang vom 28. September 1761 zum Generalmajor befördert und am 25. April 1775 mit Rang vom 25. Dezember 1774 zum Feldmarschallleutnant. Er war zu dieser Zeit Kommandierender General von Galizien und Gouverneur der Bukowina. 1780 wurde er zweiter Inhaber des k.u.k. Infanterieregiments „Hoch- und Deutschmeister“. 1790 erhielt er das Infanterie-Regiment No. 26. Während des Ersten Koalitionskrieges wurde er Kommandant der Festung Luxemburg. Noch im August 1795 wurde er mit Rang vom 26. April 1794 zum Feldzeugmeister ernannt.